# Tandilia punctilineata
Tandilia punctilineata là một loài bướm đêm trong họ Noctuidae.